# Cassell
A Cassell & Co é uma editora britânica de livros, fundada em 1848 por John Cassell (1817-1865), que se tornou na década de 1890 uma empresa internacional do grupo editorial.
Em 1995, a Cassell & Co adquiriu a Pinter Publishers. Em dezembro de 1998, a Cassell & Co foi comprada pelo Orion Publishing Group. Em janeiro de 2002, as impressões da Cassell, incluindo a Cassell Reference e a Cassell Military, foram unidas às impressões de Weidenfeld para formar uma nova divisão sob o nome de Weidenfeld & Nicolson Ltd. Cassell Illustrated sobrevive como uma impressão do Octopus Publishing Group.

## História
John Cassell (1817-1865), que por sua vez era carpinteiro, pregador da temperança, comerciante de chá e café, finalmente se voltou para a publicação. Sua primeira publicação foi em 1 de julho de 1848, um jornal semanal chamado The Standard of Freedom defendendo a liberdade religiosa, política e comercial. The Working Man's Friend se tornou outra publicação popular. Em 1849, Cassell dividia seu tempo entre sua publicação e seu negócio de mercearia. Em 1851, seus interesses crescentes o levaram a alugar uma parte da La Belle Sauvage, uma pousada de Londres que havia sido um teatro nos tempos elizabetanos. A antiga pousada foi demolida em 1873 para dar lugar a um viaduto ferroviário, com a empresa construindo novas instalações para trás. La Belle Sauvage foi destruída em 1941 por bombardeios da Segunda Guerra Mundial, bem como por muitos arquivos.
Thomas Dixon Galpin, nascido em Dorchester, em Dorset, e George William Petter, nascido em Barnstaple em Devon, eram sócios de uma gráfica e, com a falência de John Cassell, em junho de 1855, adquiriram a editora e as dívidas de Cassell. Entre 1855 e 1858, a empresa de impressão operou como Petter e Galpin e seu trabalho foi publicado por W. Kent & Co.
John Cassell foi relegado a ser um sócio júnior depois de se tornar insolvente em 1858, sendo a empresa conhecida como Cassell, Petter & Galpin . Com a chegada de um novo parceiro, Robert Turner, em 1878, tornou-se Cassell, Petter, Galpin & Company. Galpin era o gerente de negócios astuto. George Lock, o fundador da Ward Lock, outra editora, foi o primeiro primo de Galpin. [carece de fontes?]
Petter se aposentou em 1883 e a empresa se tornou Cassell and Company, Ltd. "A empresa se expandiu bem até 1888, quando Petter morreu, Galpin se aposentou da diretoria administrativa e Turner se tornou presidente". Um anúncio de jornal de julho de 1887 para a Biblioteca Nacional de Cassell e outras bibliotecas exibe o rodapé "CASSELL & COMPANY, Limited, Ludgate-hill, Londres, Paris, Nova York e Melbourne".
Sir Thomas Wemyss Reid era gerente geral até 1905, quando Arthur Spurgeon assumiu e revitalizou a empresa. Principalmente editora de revistas, Spurgeon concentrou-se em revitalizar o mercado de livros. Em 1923, a empresa foi lançada na Bolsa de Valores e, alguns anos depois, as revistas pertencentes à empresa foram vendidas para a Amalgamated Press após muitas disputas industriais (1931-1933). [carece de fontes?]
Em 1969, Cassell foi adquirida pela empresa americana Crowell Collier & Macmillan (mais tarde renomeada para Macmillan Inc.)  Macmillan já havia adquirido o editor religioso Geoffrey Chapman. Macmillan vendeu Cassell, incluindo Geoffrey Chapman, para a CBS em 1982. A CBS vendeu a Cassell em uma compra em 1986.
Em outubro de 1992, a Cassell & Co comprou a Victor Gollancz Ltd da Houghton Mifflin. Em dezembro de 1998, a empresa foi adquirida pelo Orion Publishing Group. Em 1999, as listas acadêmicas e religiosas de Cassell foram fundidas com a empresa americana Continuum para formar o Continuum International Publishing Group.

## Os ex-periódicos de Cassell
- Cassell's Magazine

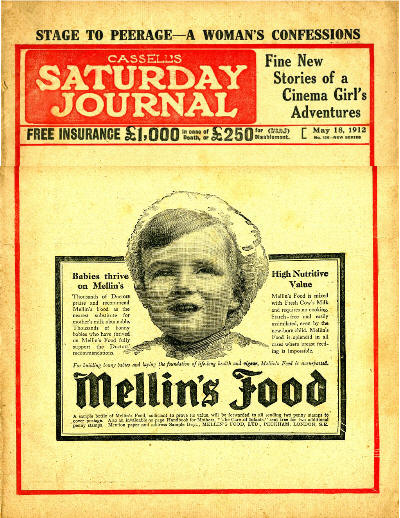
Capa do Cassell's Saturday Journal, edição de 18 de maio de 1912.

- Cassell’s Saturday Journal (1883–1921)
- Cassell's Weekly (1923), depois o T.P. & Cassell's Weekly (1923–1927)
- Chums (1892–1934)
- The Echo (1868–1905)
- The Lady's World (1886), depois The Woman's World (1887 a 1890), editado por Oscar Wilde
- Little Folks (1871–1933), editado por Sam Hield Hamer (1895–1907)
- A Revista Ilustrada de Arte (1853 a 1854), depois The Magazine of Art (1878 a 1904)
- The New Magazine (1909–1927)
- The New Penny Magazine (1898–1902), depois The Penny Magazine (1903–1925) e Cassell's Popular Magazine (1925)
- Revista Quiver (1861–1926)
- The Story-Teller (1907–1937)
- O trabalho (1889–?)